# Epideira carinata
Epideira carinata é uma espécie de gastrópode do gênero Epideira, pertencente à família Horaiclavidae.